# حزمة الإصلاح الأرمنية

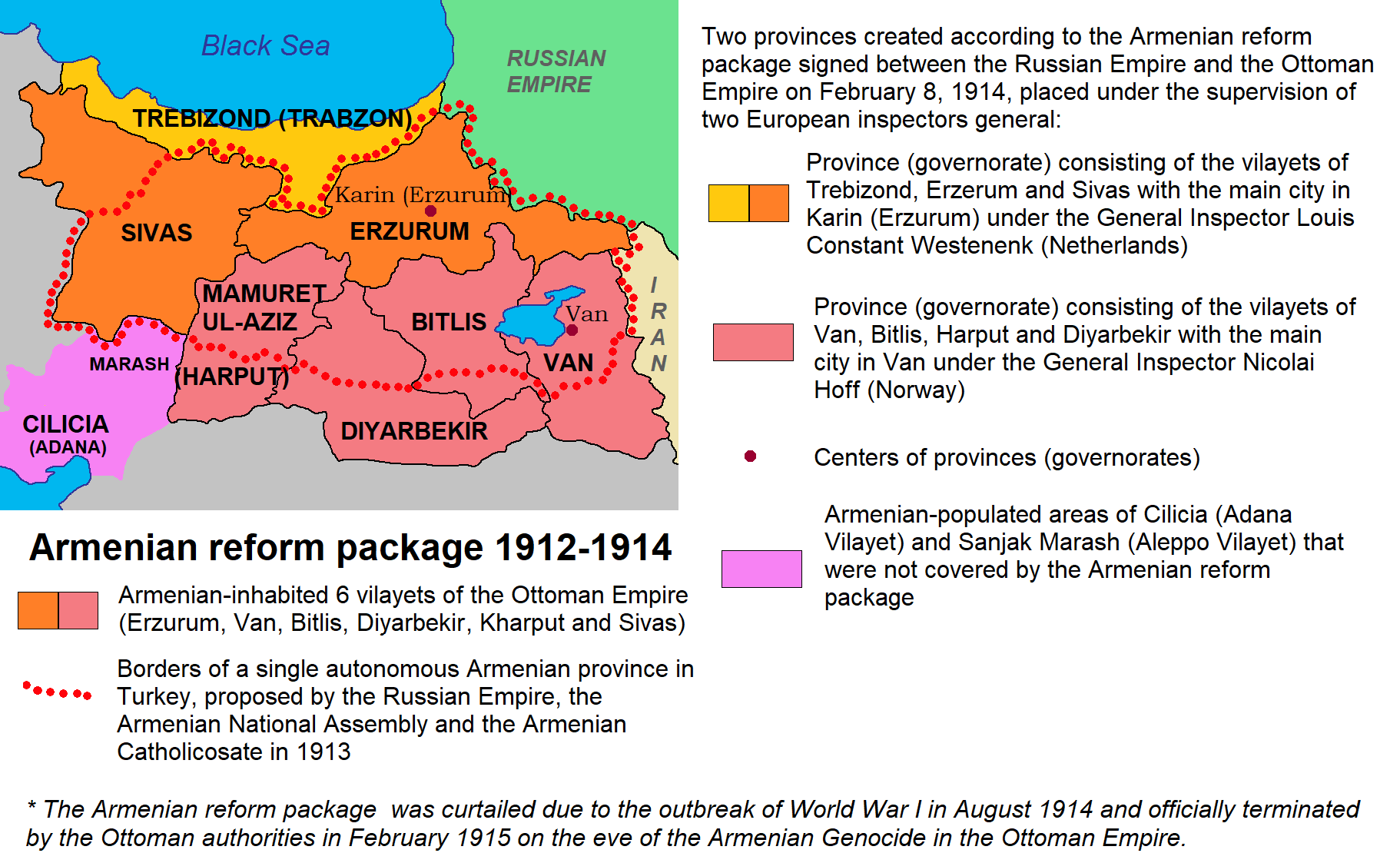
التقسيم الإداري الإقليمي لأرمينيا التركية وفقًا للمسودة النهائية للإصلاحات الأرمينية في الدولة العثمانية، التي تم التوقيع عليها في 8 فبراير 1914 من قبل ممثلي الدولة العثمانية والإمبراطورية الروسية والتي تنص على إنشاء مقاطعتين (gouvernorats general) تحت سيطرة المفتشين العامين المعينين من قبل القوى العظمى.

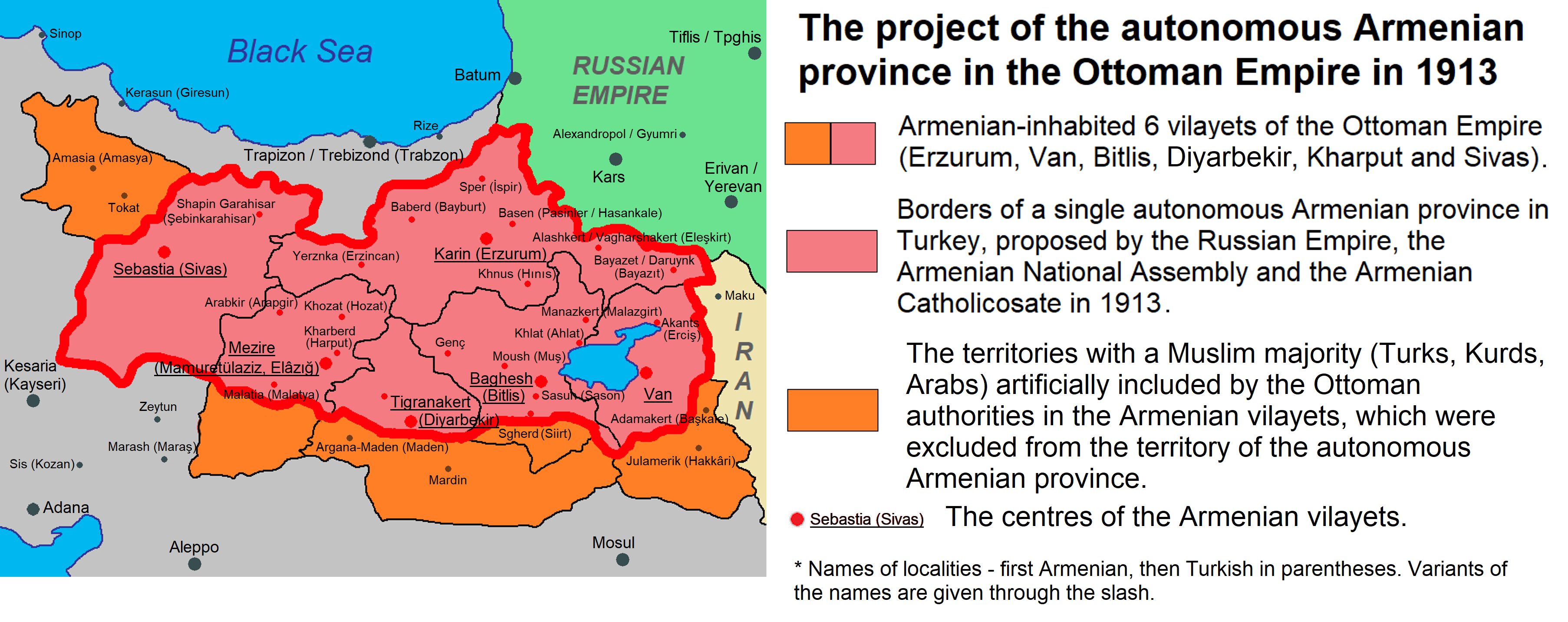
مقاطعةٌ أرمنية تتمتع بالحكم الذاتي داخل الدولة العثمانية، اقترحتها الإمبراطورية الروسية والجمعية الوطنية الأرمنية والكاثوليكوسية الأرمنية في عام 1913.

كانت حزمة الإصلاح الأرمينية خطة إصلاحية وضعتها القوى الأوروبية في الأعوام من 1912 حتى 1914 تنص على تأسيس مقاطعتين في أرمينيا التركية تخضعان لإشراف اثنين من المفتشين الأوروبيين العامين، الذين سيتم تعيينهم للإشراف على الأمور المتعلقة بالقضايا الأرمنية. كان المفتشَين العموميين سيأخذان أعلى منصب في الولايات (المحافظات) الشرقية الست، حيث عاش الجزء الأكبر من السكان الأرمن، وسوف يقيمان في منصبهما بأرضروم ووان. تم التوقيع على حزمة الإصلاحات لتصبح قانونًا في 8 فبراير 1914، مع إلغائها في 16 ديسمبر 1914، بعد عدة أسابيع من دخول تركيا في الحرب العالمية الأولى.

## الخلفية
أسست حروب البلقان فرصة لإحياء خطط جديدة لتحسين ظروف الأرمن العثمانيين. كان الفرنسيين، والبريطانيين والايطاليين حريصين على الحد من النفوذ الألماني في الدولة العثمانية، في حين أن الحكومة الروسية شجعت كاثوليك أرمينيا لإصدار نداء عر نائب الملك في القوقاز إلى الحكومة العثمانية للتدخل لصالح الإصلاحات في الولايات التي يسكنها الأرمن. أعد هذا المشروع أندريه ماندلستام، ترجمان في السفارة الروسية في إسطنبول، وممثلون عن الجمعية الوطنية الأرمنية. لقد تم تقديمه ومناقشته في القسطنطينية في اجتماع لسفراء فرنسا وبريطانيا وإيطاليا.
اقترح المشروع تشكيل محافظة واحدة من ستة ولايات (أرضروم، ووان، وبدليس، وديار بكر، ومعمورة العزيز وسيواس) تحت إمرة حاكم عام مسيحي عثماني أو أوروبي. كان من المقرر تعيين الحاكم العام من قبل السلطات للسنوات الخمس التالية. عارضت ألمانيا المشروع ونجحت في الحصول على تعديلات مهمة، بما في ذلك تقسيم المنطقة إلى محافظتين.

## الخطة
تم التوقيع على حزمة الإصلاح في 8 فبراير 1914 بين الدولة العثمانية (ممثلة بالصدر الأعظم سعيد حليم باشا) وروسيا. تم اختيار لويس كونستانت ويستينك، المسؤول عن جزر الهند الشرقية الهولندية، ونيكولاي هوف، الرائد في الجيش النرويجي، كأول مفتشين. كان هوف في وان عندما اندلعت الحرب، تمامًا كما كان ويستينك يستعد للمغادرة لمنصبه في أرضروم.
تقول المؤرخة مارغريت إل. أندرسون: